# Сан-Потито-Саннитико
Сан-Потито-Саннитико (итал. San Potito Sannitico) — коммуна в Италии, располагается в регионе Кампания, в провинции Казерта.
Население составляет 1899 человек, плотность населения составляет 86 чел./км². Занимает площадь 22 км². Почтовый индекс — 81016. Телефонный код — 0823.
Покровителем коммуны почитается святой Потит, празднование 10 февраля.